# Nicola Beller Carbone
Nicola Beller Carbone (Mannheim, 1964) è un soprano tedesco.

## Biografia
Cresciuta con la propria famiglia in Spagna, studia nel Colegio Alemán di San Sebastián e, in seguito, alla scuola aziendale Adam Opel di Saragozza. Nel 1982 completa gli studi superiori nel Colegio Alemán di Barcellona. In campo musicale, inizia a prendere lezioni di pianoforte all'età di quattro anni e a 16 si esibisce in alcuni concerti della Gioventù Musicale (Juventudes Musicales) a Saragozza. Fin da bambina si dedica alla danza classica, per poi avviare la propria formazione teatrale nella scuola d'Arte drammatica di Saragozza, entrando anche fa parte di gruppi di teatro di strada e cabaret sia a Saragozza che a Madrid e affrontando le sue prime esperienze radiofoniche e televisive. Intraprende gli studi di cantante lirica nel 1988, con Dolores Ripolles, nella Escuela Superior de Canto di Madrid. Dal 1991 al 1993 è scritturata dall'Opernstudio di Monaco di Baviera, dove continua la propria preparazione vocale con Astrid Varnay.
Nel 1993 ottiene il primo contratto fisso da Hellmuth Matiasek nella compagnia dello Staatstheater am Gärtnerplatz di Monaco di Baviera. Nel 1996 lavora al Nationaltheater Mannheim sotto la direzione di Jun Märkl e fa parte della compagnia fissa fino al 2001. Dal 2001 lavora come libero professionista. Con il debutto di Salome nel 2003 allo Stadttheater Osnabrück effettua il cambio di registro come Soprano Spinto.
Fino al 2015 ha interpretato il ruolo di Salome in 14 produzioni: da quella di Robert Carsen nel 2008, al Teatro Regio di Torino sotto la direzione musicale di Gianandrea Noseda, alla produzione di Nicolas Brieger al Grand Théâtre de Genève nel 2009, sotto la direzione musicale di Gabriele Ferro. Si dedica soprattutto al repertorio del XX secolo con opere di Zemlinsky, Schreker, Korngold, Křenek, Schostakowitsch, Berg, ma anche quelle di Strauss e Wagner. Tosca, Marie di Wozzeck, e Katerina Ismailowa sono i personaggi che più ha interpretato.
Nel 2024 ha fatto il suo debutto come regista a Madrid nella opera da Camara Domitila di Joao Guilherme Ripper in una coproduzione tra il Teatro de la Zarzuela e la Fundación Juan March.

## Docenza
Nel 2013 Beller Carbone ha iniziato a dedicarsi in parallelo alla sua carriera di cantante all’insegnamento scenico sotto forma di seminari all'Internationales Opernstudio Zürich, all'Escuela Superior de Canto de Madrid, l'Accademia del Maggio Fiorentino, alla FIAK (Fundación Internacional Alfredo Kraus), la Theaterakademie August Everding München, al das Conservatoire de Musique Montrèal. Dal 2019 fa parte del team permanente di docenti dell‘ Opernstudio der Bayerischen Staatsoper con regolari Masterclass per recitazione e interpretazione. Nel 2013 ha fondato la scuola estiva InCanto Tignano in Toscana dove ha tenuto lezioni sceniche per giovani cantanti insieme al regista scozzese Paul Curran.
Dal 2019 ha perfezionato il suo concetto di insegnamento e ha fondato LIBERAinCANTO, Stage Masterclass itinerante per cantanti lirici.

## Vita privata
È sposata con l'orafo Giò Carbone, fondatore della Scuola di oreficeria Le Arti Orafe di Firenze.

## Opere liriche (selezione)
- 2006: Santuzza in Cavalleria rusticana alla Deutsche Oper di Berlino
- 2007: Katerina Ismailova in Lady Macbeth del Distretto di Mcensk di Dmitrij Šostakovič presso la Canadian Opera Company di Toronto
- 2007: Sieglinde in Die Walküre al Nationaltheater di Weimar
- 2008: ruolo della protagonista in Salome al Teatro Regio di Torino
- 2008: ruolo della protagonista in Tosca al Teatro dell'Opera de Nizza
- 2008: Leonore in Karl V. di Ernst Křenek al Festival di Bregenz
- 2008: Rosalinde in Die Fledermaus alla Opera de Lyon
- 2009: ruolo della protagonista in Salome al Grand Théâtre de Genève
- 2009: Marie / Marietta in La città morta al Teatro Massimo Palermo
- 2009: Gutrune in Götterdämmerung al Teatro La Fenice
- 2010: La femme a La voix humaine al Teatro dell'Opera di Colonia
- 2010: ruolo della protagonista in Francesca da Rimini al Teatro Argentino La Plata
- 2011: Lyvia Serpieri nella première di Senso di Marco Tutino al Teatro Massimo Palermo[6]
- 2011: Marie in Wozzeck al Santa Fe Opera
- 2012: ruolo della protagonista in Salome presso La Monnaie/De Munt, Bruxelles
- 2012: Nyssia in The King Kandaules di Zemlinsky al Teatro Massimo Palermo
- 2012: ruolo della protagonista in Salome al Teatro dell'Opera di Zurigo
- 2012: Musetta in La bohème di Giacomo Puccini nelle Choregie d'Orange
- 2012: ruolo della protagonista in Pepita Jimenez al Teatro Argentino La Plata di Madrid[7]
- 2013: Infanta in The Dwarf of Zemlinsky all'Opera Nazionale di Parigi
- 2013: Carlotta in Die Gezeichneten di Franz Schreker all'Opera di Colonia
- 2014: Diemut in Feuersnot al Teatro Massimo Palermo[8]
- 2014: ruolo della protagonista in Salome nella Royal Opera di Stoccolma
- 2014: Countess de la Roche in Die Soldaten di Bernd Alois Zimmermann alla Bavarian State Opera di Monaco
- 2014: Dyer in Die Frau ohne Schatten presso l'Hessisches Staatstheater di Wiesbaden
- 2015: ruolo della protagonista in La Grande-duchesse de Gérolstein di Jacques Offenbach (in spagnolo) al Teatro de la Zarzuela di Madrid[9]
- 2015: Katerina Ismailova in Lady Macbeth di Mtsensk alla Opera de Monte Carlo
- 2015: Isotta in Tristano e Isotta di Richard Wagner, concerto di Act 2 al Festival di maggio di Wiesbaden
- 2015: ruolo della protagonista in Pepita Jimenez di Isaac Albéniz al Teatro Campoamor di Oviedo
- 2015: Sieglinde in Die Walküre di Richard Wagner al Teatro Campoamor di Oviedo
- 2015: Chrysothemis in Elektra di Richard Strauss all'Opéra de Montréal[10]
- 2016: Ofelia in The Hamlet Machine di Wolfgang Rihm al Teatro dell'Opera di Zurigo
- 2016: ruolo della protagonista in Medea di Luigi Cherubini (in italiano) all'Opera di Nizza
- 2016: Nyssia in King Kandaules di Zemlinsky al Teatro de la Maestranza di Siviglia
- 2017: Casilda in La Villana di Amadeo Vives al Teatro de la Zarzuela, Madrid
- 2017: Julia Farnese in Bomarzo di Alberto Ginastera al Teatro Real, Madrid
- 2017: Soleà in El Gato Montes di Manuel Penella al Teatro de la Zarzuela, Madrid
- 2017: Jenny in Aufstieg und Fall der Stadt Mahagonny von Kurt Weill im Teatro Colon, Buenos Aires
- 2018: Yü Pei in Der Kreidekreis di Alexander von Zemlinsky alla Opera de Lyon
- 2018: Kundry in Parsifal di Richard Wagner al Tiroler Festspiele Erl
- 2018: Marie in Der Diktator di Ernst Křenek al Teatro de la Maestranza Sevilla
- 2018: Der Trommler in Der Kaiser von Atlantis di Viktor Ullmann al Teatro de la Maestranza Sevilla
- 2019: Eurydice in Orpheé et Eurydice  di Christoph Willibald Gluck al Teatro Villamarta Jeréz
- 2019: Anna I & II in Die sieben Todsünden di Kurt Weill al Hessisches Staatstheater Wiesbaden
- 2019: Die Frau in Erwartung di Arnold Schönberg con la Netherlands Radio Philharmonic Orchestra
- 2019: Kundry Parsifal di Richard Wagner al Tiroler Festspiele Erl
- 2019: Feldmarschallin in Der Rosenkavalier di Richard Strauss al Hessisches Staatstheater Wiesbaden
- 2020: Elektra in Elettra (Strauss) di Richard Strauss al Stadttheater Klagenfurt
- 2021: Marie in Marie di German Alonso al Teatro de la Abadía
- 2021: Marie in Marie di German Alonso al Teatro Lope de Vega
- 2021: Anna I in Die sieben Todsünden di Kurt Weill al Teatro Arriaga, Bilbao
- 2021: Soleà in El gato Montès di Manuel Penella al Teatro Campoamor
- 2021: Elle in La voce umana (opera) di Francis Poulenc al Gran Teatro Cordoba
- 2021: Elle in La voce umana (opera) di Francis Poulenc all'Espacio Turina
- 2022: Elle in La voce umana (opera) di Francis Poulenc all'Euskalduna Bilbao / ABAO
- 2022: Bianca in Eine florentinische Tragödie di Alexander von Zemlinsky all'Euskalduna Bilbao / ABAO
- 2022: Natascha in Bluthaus di Georg Friedrich Haas alla Opera di Opera di Stato della Baviera
- 2022: Madame Croissy in I dialoghi delle Carmelitane (opera) di Francis Poulenc al Teatro Villamarta
- 2023: Fabia in El caballero de Olmedo, Uraufführung di Arturo Díez Boscovich al Teatro de la Zarzuela
- 2024: Sylvie Meier in Otages, Uraufführung di Sebastian Rivas al Opéra national de Lyon
- 2024: Madame von Luber in Der Silbersee di Kurt Weill al Opera National de Lorraine
- 2024: Regista della opera di camera Domitila de Joao  Guillerme Ripper nella Fundación Juan March, Madrid

## Discografía

### DVD
- 2008: Ernst Křenek: Karl V. op. 73, Bregenzer Festspiele 2008
- 2014: Richard Strauss: Feuersnot, Teatro Massimo di Palermo 2014

### CD
- 2007: Ludwig van Beethoven: Messa in Do maggiore (Beethoven), SWR Symphonieorchester Baden-Baden und Freiburg
- 2009: Franz Lehár: Friederike, Festival Radio France et Montpellier Languedoc-Roussillon 2009

## Premi e riconoscimenti
- 1990: 3º Premio al concorso di Canto Lirico d Logroño, Spagna,
- 1993: 3º Premio al concorso Bertelsmann Neue Stimmen a Gütersloh, Germania,
- 1994: Premio di Baviera per Artisti scenici
- 2015: Premios líricos Campoamor per miglior cantante di Zarzuela e opera spagnola